# 檫木属
檫木属（学名：Sassafras），又稱檫樹屬，是樟科下的一个属，为落叶乔木植物。该属共有3种，隔離分布于东亚、北美。

## 物種
- 台灣檫樹（S. randaiense）：為台灣特有種植物[2]。
- 檫木（S. tzumu）：原產於中國大陸，分布於安徽、福建、廣東、廣西、貴州、湖北、湖南、江蘇、四川、雲南與浙江等地區[3]。
- 北美檫樹（S. albidum）：原產於北美洲東部，分布北至美國緬因州與加拿大安大略省，南至佛羅里達州，西至愛荷華州及德克薩斯州東部[4]。
- †S. hesperia（英语：Sassafras hesperia）：已滅絕，其葉的化石見於北美洲西部（美國華盛頓州與加拿大不列顛哥倫比亞省）的始新世早期岩層[5]。